# PGM Mini-Hecate .338
PGM Mini-Hecate .338 — снайперская винтовка, разработанная Крисом Мовильятти (Chris Movigliatti) из швейцарской компании ASMP и производящаяся французской компанией PGM Precision. Продажей винтовок занимается бельгийский концерн FN Herstal.
Для стрельбы из снайперской винтовки применяются винтовочные патроны калибра .338 Lapua Magnum. Технически представляет собой 10-зарядную винтовку с продольно-скользящим поворотным затвором. Подача патронов при стрельбе производится из отъёмных коробчатых магазинов ёмкостью 10 патронов. Винтовка комплектуется оптическим прицелом.

## Использование
- Армения — вооружённые силы Армении.
- Польша — 6 винтовок используются подразделением GROM.[1]
- Сингапур — вооружённые силы Сингапура.
- Словения — вооружённые силы Словении.
- Швейцария — полиция, спецназ.[2]